# George LeMieux

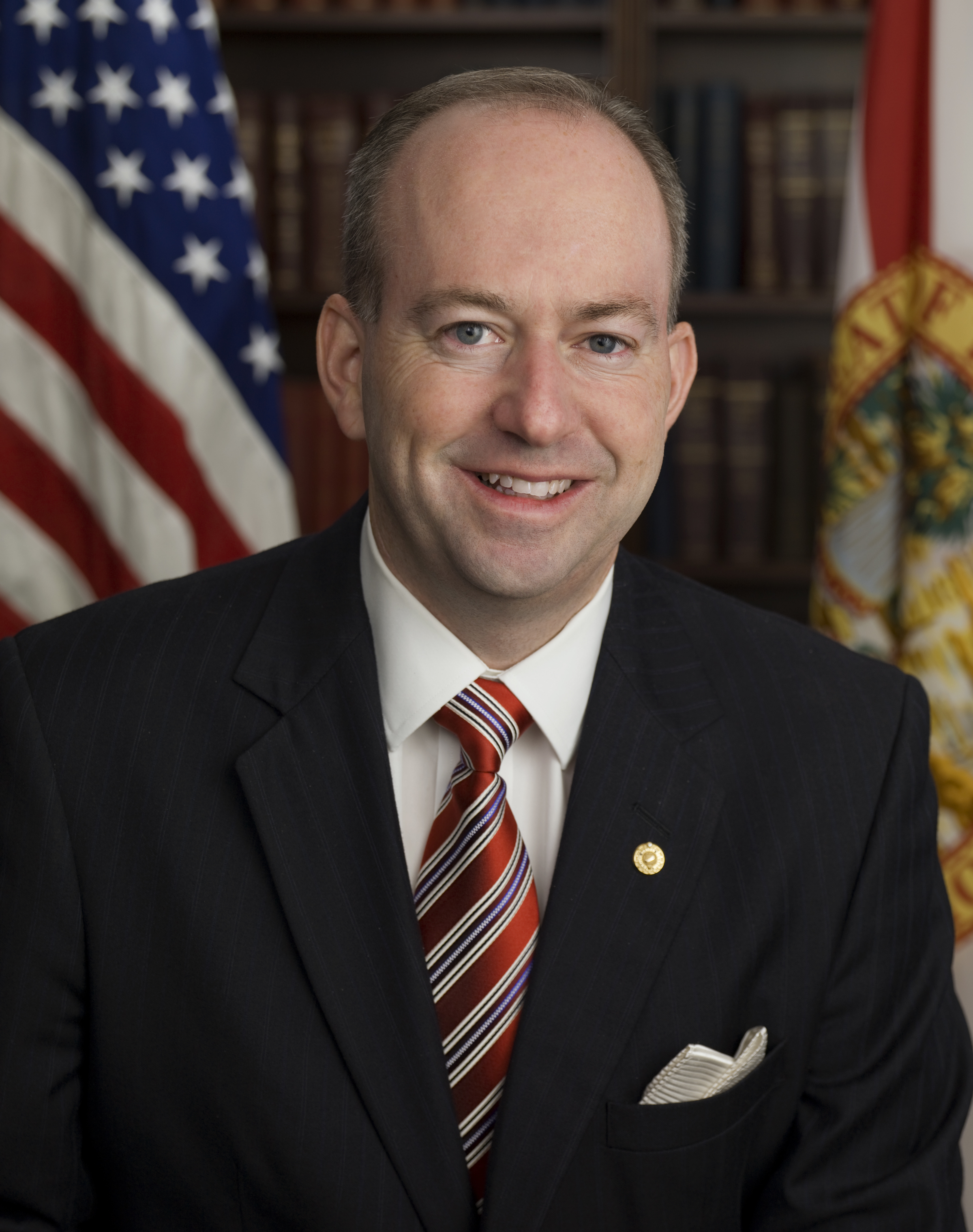
George LeMieux (2009)

George S. LeMieux (* 21. Mai 1969 in Fort Lauderdale, Florida) ist ein US-amerikanischer Jurist und Politiker (Republikanische Partei), der den Bundesstaat Florida von September 2009 bis Januar 2011 im US-Senat vertrat. Er war der ernannte Nachfolger des zurückgetretenen Senators Mel Martínez und das zu dieser Zeit jüngste Mitglied des Senats.

## Werdegang in Florida
George LeMieux kam in Fort Lauderdale zur Welt und wuchs in Coral Springs auf, wo er die High School besuchte und 1987 seinen Abschluss machte. Danach absolvierte er ein Studium der Politikwissenschaften an der Emory University und erreichte 1991 einen Abschluss magna cum laude. 1994 erwarb er dann noch den Juris Doctor an der Georgetown University; hier schloss er cum laude ab. In der Folge absolvierte er Praktika beim Kongressabgeordneten E. Clay Shaw und bei US-Senator Connie Mack. Ebenfalls noch 1994 wurde er in die Anwaltskammer von Florida aufgenommen und trat in die Dienste einer Kanzlei in Fort Lauderdale.
Während dieser Zeit begann LeMieux sich in der Republikanischen Partei zu engagieren. Er bemühte sich, deren Einfluss im demokratisch dominierten Broward County zu vergrößern. 1998 bewarb er sich dort um einen Sitz im Repräsentantenhaus von Florida, wobei er sich im Wahlkampf für ein besseres System der Gesundheitsversicherung und kleinere Klassenverbände in den Schulen starkmachte. Letztlich verlor er die Wahl gegen den demokratischen Amtsinhaber Tracy Stafford, etablierte sich aber als führender Kopf der Republikaner in seinem County. Während dieser Zeit schloss er auch Freundschaft mit dem späteren Gouverneur Charlie Crist, der damals im Staatssenat saß.
Im Jahr 2002 bot Crist, inzwischen zum Attorney General von Florida aufgestiegen, LeMieux den Posten seines Stabschefs an, woraufhin dieser seine Anwaltstätigkeit beendete. Von 2003 bis 2005 amtierte er als stellvertretender Attorney General. 2006 leitete LeMieux dann Crists Kampagne bei der letztlich erfolgreichen Wahl zum Gouverneur. Die entscheidenden taktischen Beschlüsse zum Sieg über Jim Davis werden ihm zugeschrieben; so überzeugte er Crist, sich am Tag vor der Wahl nicht mit US-Präsident George W. Bush zu treffen, der zu diesem Zeitpunkt Florida besuchte. Auch die Wahl von Jeff Kottkamp für den Posten des Vizegouverneurs ging auf LeMieux zurück. Später wurde er von politischen Kommentatoren als „Maestro“ von Crists Wahlkampf bezeichnet.
Im Jahr 2007 übte LeMieux zunächst das Amt des Stabschefs von Gouverneur Crist aus. Dabei handelte er unter anderem einen Vertrag mit dem Stamm der Seminolen aus; außerdem fungierte er als Crists Verbindungsmann zum Council of 100, einer überparteilichen Gruppierung einflussreicher Geschäftsleute. Im Januar 2008 kehrte er in den Privatsektor zurück. Er arbeitete wieder für die Anwaltskanzlei Gunster Yoakley & Stewart, bei der er innerhalb von drei Monaten zum Vorsitzenden des Unternehmens aufstieg.

## US-Senator
Anfang August 2009 gab US-Senator Mel Martínez bekannt, dass er sein Mandat innerhalb kurzer Zeit niederlegen werde. Am 28. August nominierte Gouverneur Crist dann seinen früheren Mitarbeiter LeMieux als Nachfolger, was kritische Anmerkungen in beiden politischen Lagern nach sich zog. Die Demokratische Partei Floridas sprach von „Vetternwirtschaft“, der republikanische Speaker des Repräsentantenhauses von Florida, Marco Rubio, bezeichnete die Ernennung von LeMieux als „enttäuschend“. Hintergrund war die im November 2010 anstehende offizielle Wahl zu diesem Senatssitz, bei der George LeMieux nicht mehr kandidieren wollte.
George LeMieux gehörte im Senat dem Streitkräfteausschuss und dem Handelsausschuss an.